# جون غوستافسون (لاعب هوكي الجليد)
جون غوستافسون (بالسويدية: Johan Gustafsson)‏ هو لاعب هوكي الجليد سويدي، ولد في 28 فبراير 1992 في Köping, Sweden ‏ في السويد.

## وصلات خارجية
- جون غوستافسون على موقع دوري الهوكي الوطني (الإنجليزية)
- جون غوستافسون على موقع EliteProspects.com (الإنجليزية)
- جون غوستافسون على موقع Eurohockey.com (الإنجليزية)
- جون غوستافسون على موقع HockeyDB.com (الإنجليزية)